# بهمن شاهنده
‌بهمن شاهنده از سیاستمداران ایرانی بود، که در دوره‌های  بیست و دوم و  بیست و سوم به‌عنوان نماینده بیجار  در مجلس شورای ملی حضور داشت.

## زندگی
بهمن شاهنده فرزند عباس شاهنده صاحب امتیاز و مدیر مسئول روزنامه فرمان است.او در اسناد ساواک متهم شده که با سوء استفاده از کارت شناسایی ساواک و نمایندگی مجلس از فروشگاه‌های بزرگ به‌ویژه فرش فروشی‌ها با چک بی محل جنس خریداری می‌کرده است. 